# Podtabor (Dobrepolje)
Podtabor (Duits: Tauberg) is een plaats in Slovenië en maakt deel uit van de gemeente Dobrepolje in de NUTS-3-regio Osrednjeslovenska. De plaats telde 74 inwoners op 1 januari 2020.